# Bhaktapur
Bhaktapur (भक्तपुर - Bhaktapura), anche conosciuta come Bhadgaon o Khwopa, è un'antica città newari nella parte est della valle di Katmandu, in Nepal.
Si trova nel distretto di Bhaktapur e ha circa 80 000 abitanti.

## Storia
Fu probabilmente fondata nel IX secolo ed alla fine del XII secolo divenne capitale del regno Malla  con Ananda Malla. Fu costruita a forma di triangolo ai cui estremi sorgevano tre templi dedicati al dio Ganesh, protettore della città. A partire dal XVI secolo Bhaktapur dominò politicamente ed economicamente il Nepal e fu un importante centro di transito carovaniero sulla rotta tra India e Tibet. In questo periodo fiorì anche come centro commerciale e la città si espanse nella zona dell'attuale Piazza Durbar.
Sul finire del XVIII secolo sotto il regno di Bhupatindra Malla la città ebbe il suo apice contando ben 172 templi e monasteri, 77 cisterne, 172 rifugi per pellegrini e 152 pozzi. Con la conquista di Prithvi Narayan Shah nel 1768 la città perse il ruolo di dominio sul Nepal ma si mantenne a lungo indipendente.
Il terremoto del 1934 distrusse diversi edifici che successivamente furono ricostruiti. Negli anni '70 grazie ad un finanziamento tedesco la città venne restaurata e dotata di moderni servizi essenziali.

### Terremoto dell'aprile 2015
Il terremoto del 25 aprile 2015 ha danneggiato ben 116 siti storici della città. 67 sono stati pesantemente danneggiati, 49 solo in maniera parziale. Il terremoto ha colpito piazza Durbar forse il luogo più significativo della città. Chi edifici comunali: tempio di Rameshwor, Batsala, Narayan, Siddilaxmi, Biswaroopa, Siddiganesh, Sweetbhairav, Siva Mahadev, Degaina, Sattal, Pati e Pujari Mathas sono stati anche danneggiati. Si stima che per la ricostruzione e il ripristino dei danni siano necessari oltre 293 milioni di Rupie nepalesi.

## Arte ed architettura

### Piazza Durbar
Oggi è un sito archeologico patrimonio dell'umanità dell'UNESCO, tra i più visitati del Nepal, famoso soprattutto per la sua piazza Durbar. Qui si trova il Palazzo delle 55 finestre costruito nel XV secolo da re Yakshya e rimodellato nel XVII secolo da re Bhupatendra, sempre della dinastia Malla. L'intera parte storica è in stile newari ed è punteggiata da diversi templi a pagoda (tra cui quello dedicato a Pashupati e quello di Vatsala. La pagoda più famosa è tuttavia Nyatapola, fatta costruire nel 1702 da Bhupatendra e dedicata a Siddhi Lakshmi, la dea madre del Tantra.

### Piazza Taumadhi

#### Tempio di Nyatapola
Il tempio di Nyatapola sito in Taumadhi Tole è uno tra i più alti e raggiunge i 30 ma di altezza. Venne edificato nel 1702 sotto il re Bhupatindra Malla con tecniche e materiali di buona qualità, tanto da resistere efficacemente al terremoto del 1934, seppure l'ultimo piano venne ricostruito. La scala di accesso è fiancheggiata da una serie di sculture che raffigurano i guardiani protettori. Il tempio è dedicato a Siddhi Lakshmi ossia una delle incarnazioni della dea Durgā (Parvati). All'interno del tempio di è la statua terrificante della dea.
Accanto alla porta del tempio sono scolpiti otto simboli bene auguranti del buddismo, esempio della stretta commistione tra le due principali religioni del Nepal.

#### Tempio di Bhairava Nath
Il tempio di Bhairava Nath è dedicato a Bhairava l'incarnazione terribile di Shiva. Il tempio risale al XVII secolo con un primo ampliamento del 1717 voluto da Bhupatindra Malla e l'aggiunta di un piano dopo il restauro post sisma del 1934. Tra le pareti del tempio sono visibili delle ruote e delle parti del carro normalmente utilizzato per la festa di Bisket Jatra dedicata a Bhairava. Nella facciata vi sono due leoni in ottone che sorreggono la bandiera nepalese.

#### Tempio di Til Mahadev Narayan
Il tempio di Til Mahadev Narayan è a due piani e dedicato a Til Mahadev è sormontato da simboli sacri a Vishnu ma anche di Shiva. Vi è presente anche una targa che raffigura la divinità buddista Vajrayogini.

### Piazza Tachupal
Piazza Tachupal o Tachupal Tole era la piazza centrale della città fino al XVI secolo e ospitava anche il palazzo reale.

#### Tempio di Dattatreya
Questo tempio edificato nel 1427 è dedicato a Dattatreya, una divinità che fonde le caratteristiche di Braham, Visnù e Shiva. La parte anteriore venne aggiunta successivamente. I tre piani del tempio poggiano su una base in mattoni con scene erotiche. Mentre sono visibili una statua di Garuda e una coppia di lottatori Malla all'ingresso.

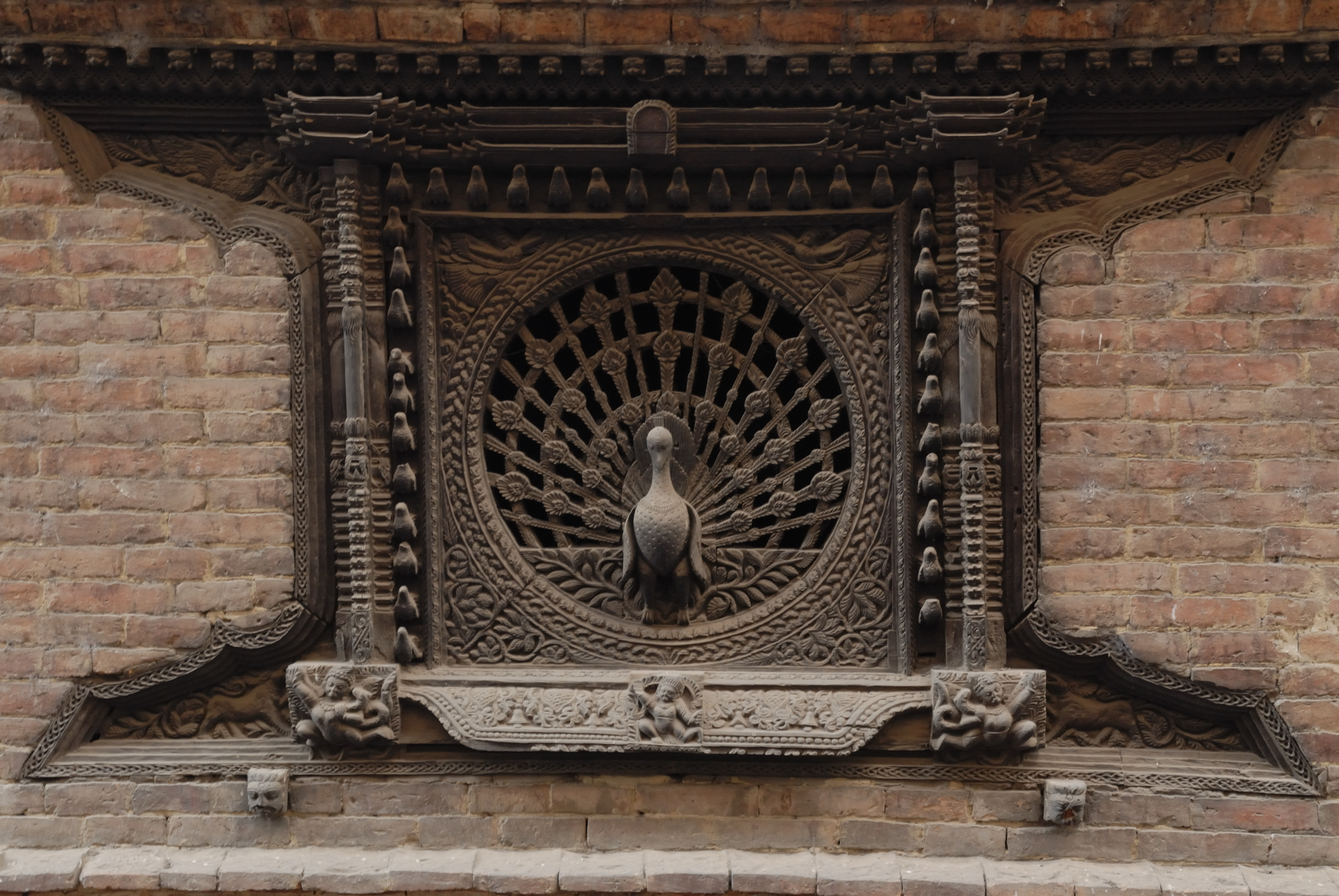
La finestra del Pavone

#### Tempio di Bhimsen
Tempio del XVII secolo dedicato al dio dei commerci Bhimsen. Il tempio è a due piani e dietro di esso vi è un hiti chiamato Bhimsen Pokhari.

#### Pujari Math
È un edificio originariamente utilizzato come math (abitazione per indù) e venne costruito nel XV secolo durante il regno di Yaksha Malla, poi ricostruito nel 1763. Nel 1979 degli architetti tedeschi hanno restaurato l'edificio come dono al sovrano Birendra. L'elemento più famoso dell'edificio è senza dubbio la finestra del pavone del XV secolo, finemente scolpita nel legno.
L'interno dell'edificio ospita il Museo dell'intaglio del legno.

#### Tempio di Salan Ganesh
Questo tempio si trova sul lato settentrionale della piazza e risale al 1654. Alle spalle di esso vi è una vasca: Ganesh Pokhari.

## Cultura e religione

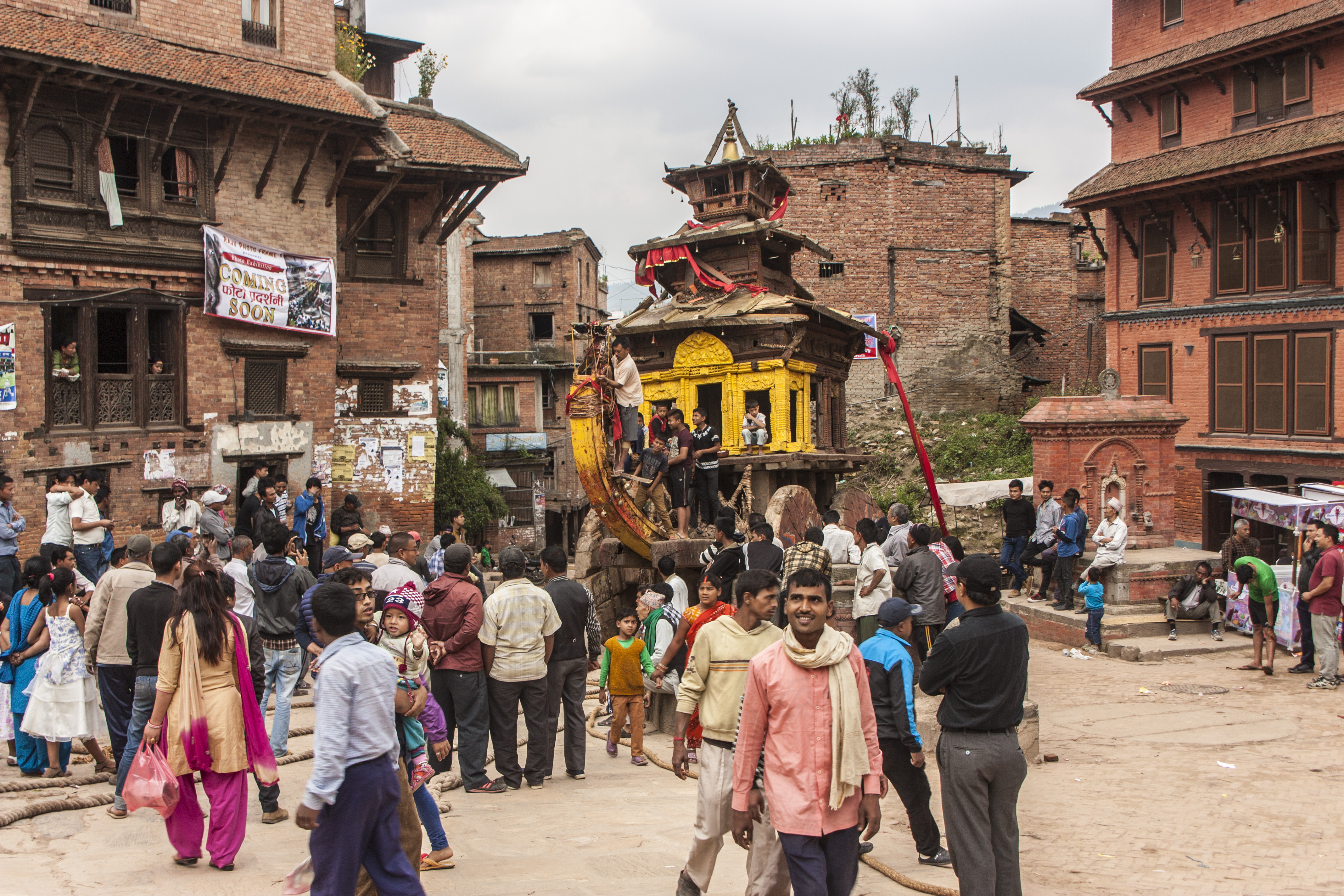
Carro del Bisket Jatra

La cittadina è ancora un importante centro religioso induista (il suo nome significa la città dei devoti) e ogni anno, in autunno, vi si tiene la festa del Deasin, con sacrifici animali alla dea Durgā.
Altra festività importante è quella del Bisket Jatra o festa di capodanno dove si festeggia per un'intera settimana l'anno nuovo secondo il calendario nepalese (metà aprile) in cui viene fatto sfilare un carro dedicato al dio Bhairava, una delle manifestazioni di Shiva.
Molti anziani della zona parlano ancora l'antica lingua newari (d'origine tibeto-birmana) anziché il nepalese.
Bhaktapur è nota in Nepal anche per la particolare qualità del suo yogurt, lo Juju dhau.

## Economia

### Turismo
Raggiungibile in circa mezz'ora di automobile dalla capitale, è visitabile dagli stranieri solo a pagamento (15 dollari).

## Galleria d'immagini

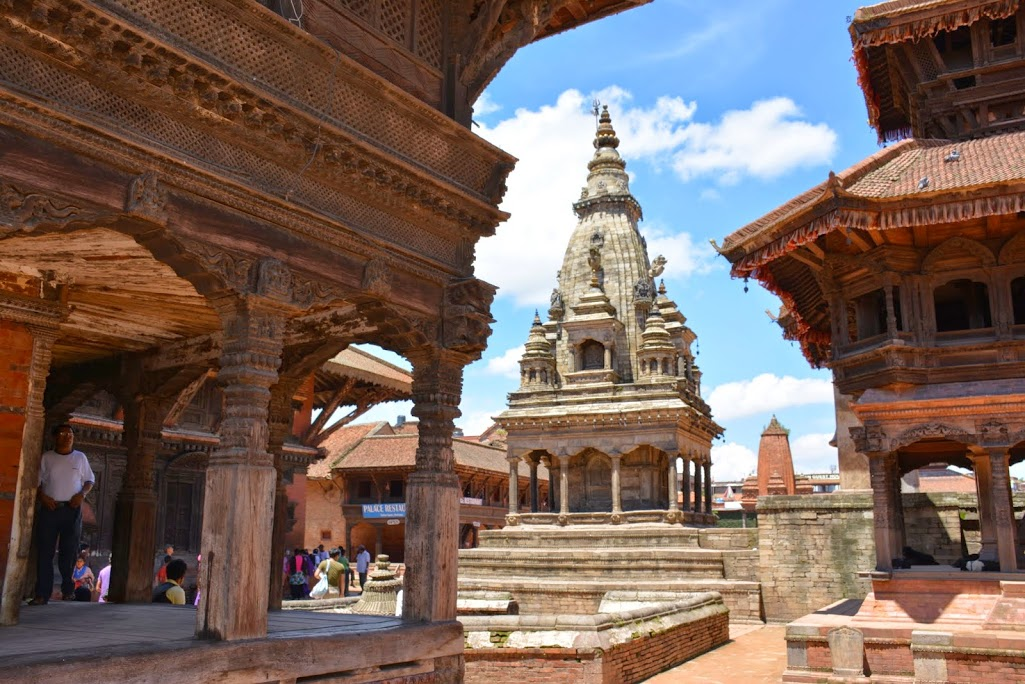
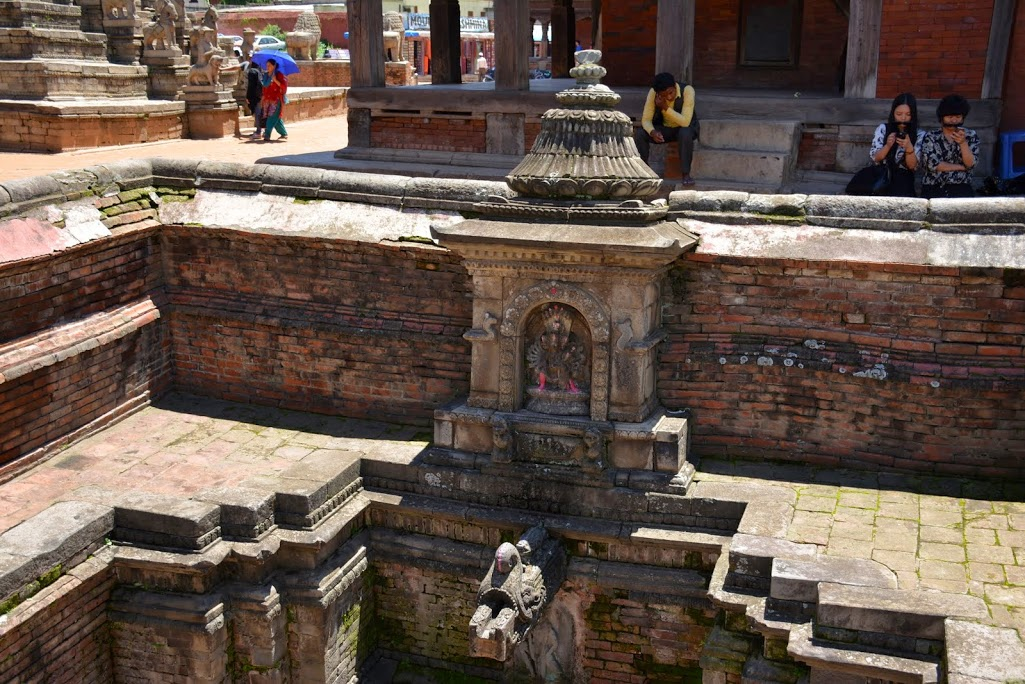
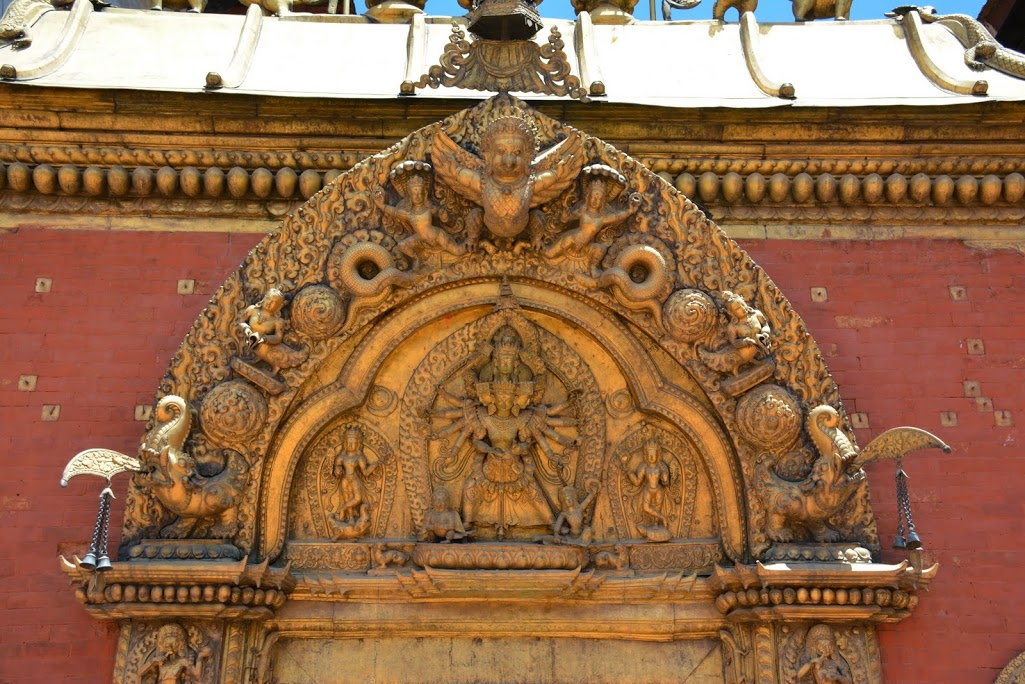
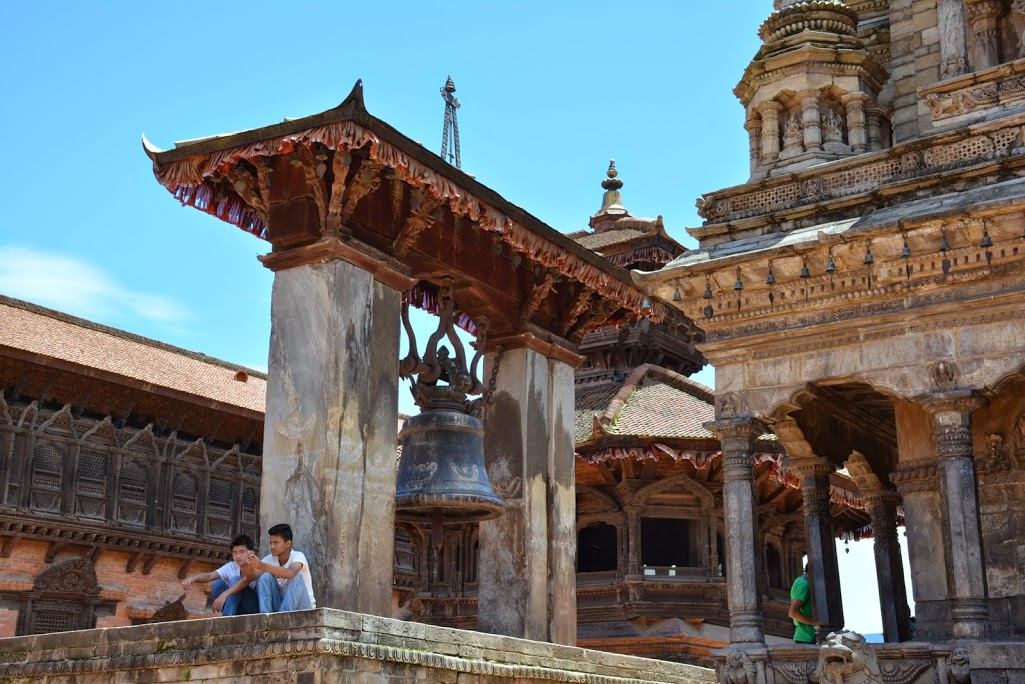
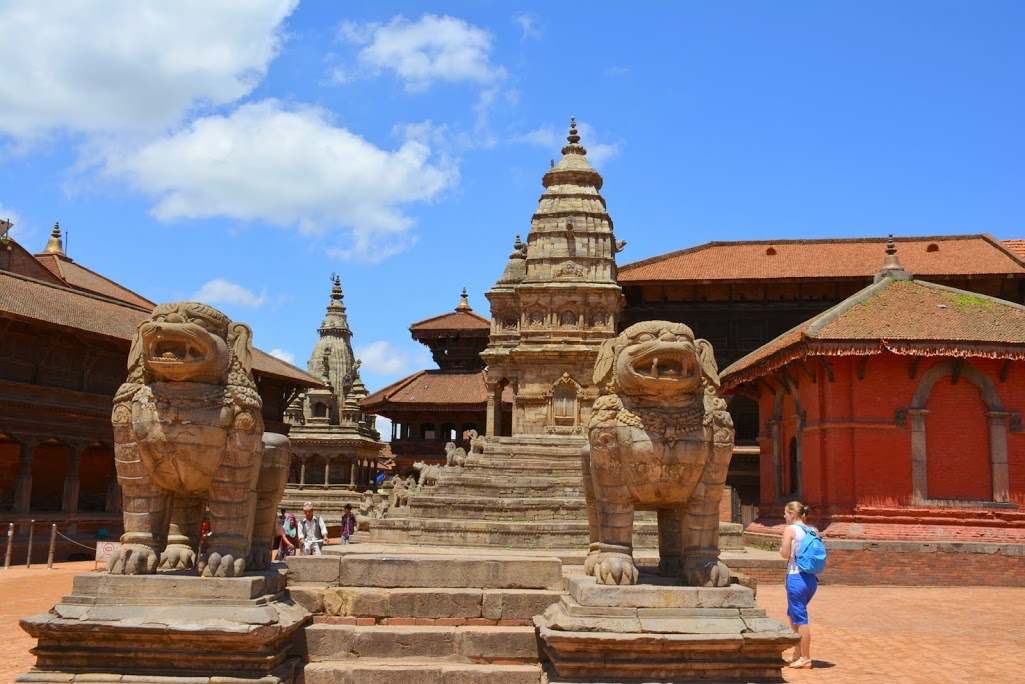
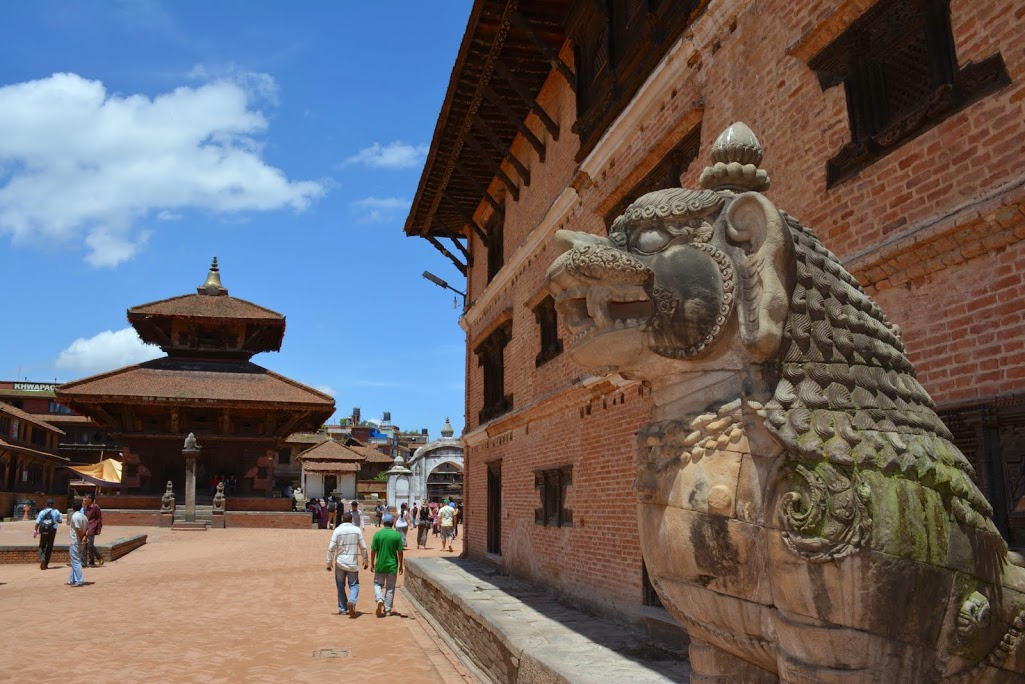
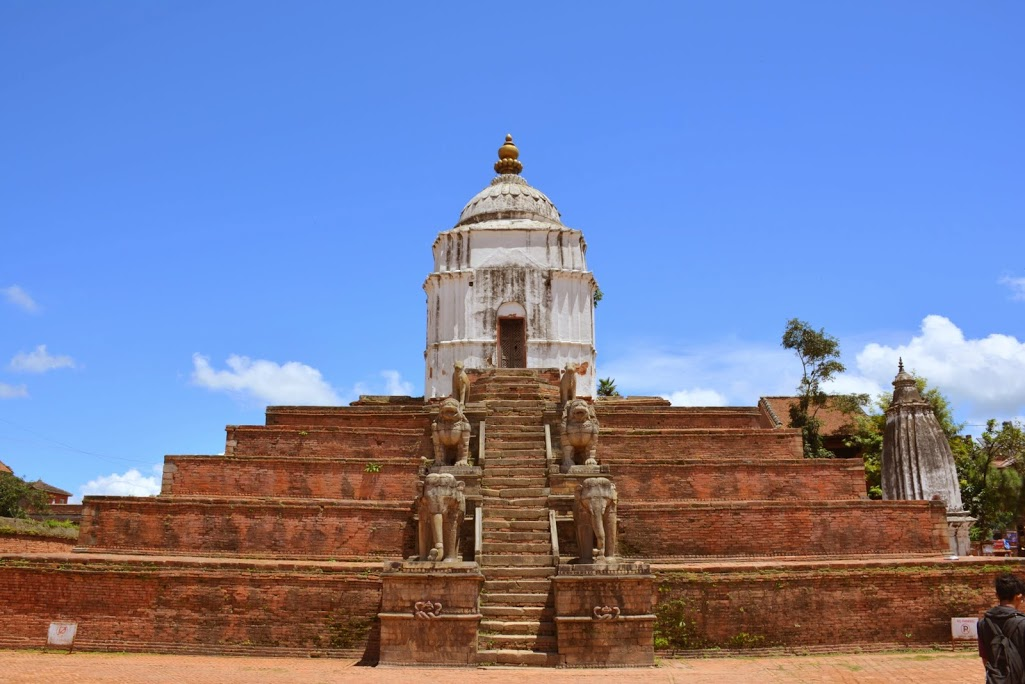
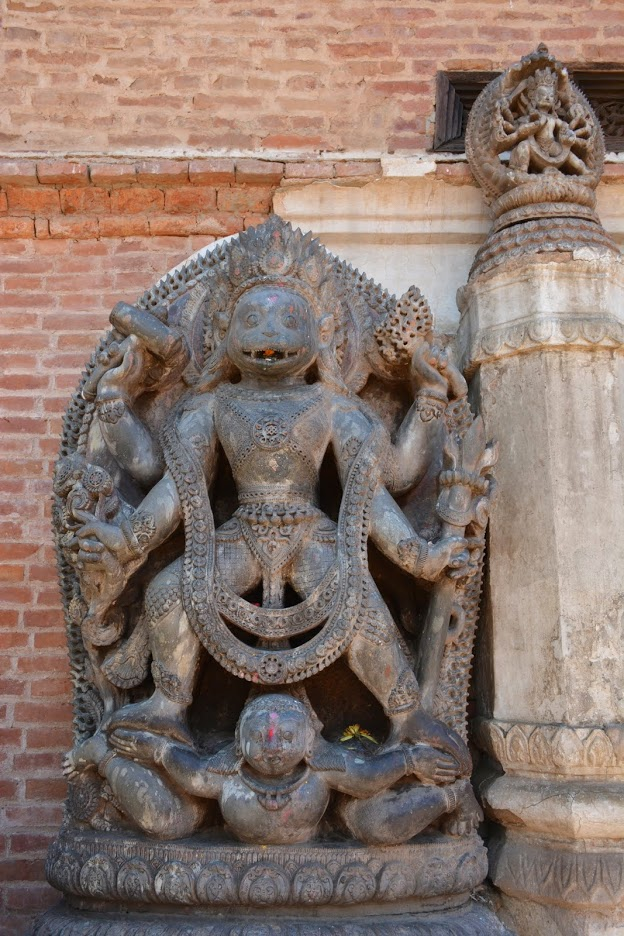